# Jeux mondiaux militaires d'été de 2011

Logo des Jeux mondiaux militaires d'été de 2011

Les Ve Jeux mondiaux militaires se sont déroulés dans la ville de Rio de Janeiro du 16 au 24 juillet 2011, comme une préparation à la Coupe du monde de football de 2014 et aux Jeux olympiques d'été de 2016 organisés de part et d'autre dans la même ville.
La ville a été retenue lors d'un vote effectué pendant la 62e Assemblée générale du Conseil International du Sport Militaire à Ouagadougou, Burkina Faso (Afrique).
Ces Ve Jeux mondiaux militaires marquent la première organisation des JMM en Amérique.

## Disciplines
"Rio 2011" réunit les athlètes dans les disciplines suivantes : 
| - Athlétisme (résultats détaillés) - Basket-ball - Boxe - Hippisme - Cyclisme - Escrime - Football | - Futsal - Handball - Judo - Lutte - Natation - Orientation - Parachutisme | - Pentathlon militaire - Pentathlon moderne - Pentathlon naval - Pentathlon aéronautique - Plongée - Taekwondo - Tir sportif | - Triathlon - Voile - Beach Volley - Volleyball - Water-polo |

Environ 110 pays participent à cette compétition avec un maximum de 6000 athlètes. Les épreuves se sont tenues dans les mêmes enceintes que celles tenues lors des Jeux panaméricains de 2007.

## Sources
1. ↑  Site officiel du CISM